# کونگتسکی-روستروشوو
کونگتسکی-روستروشوو (به لهستانی:  Koniecki-Rostroszewo) یک روستا در لهستان است که در گمینا شچوچن واقع شده‌است.